# Mamestra curialis
Mamestra curialis là một loài bướm đêm trong họ Noctuidae.